# Людмиловка (Херсонская область)
Людмиловка (укр. Людмилівка; до 2025 года — Червоная Людмиловка) — село в Великоалександровской поселковой общине Бериславского района Херсонской области Украины.
Почтовый индекс — 74110. Телефонный код — 5532. Код КОАТУУ — 6520983304.

## Население
Население по переписи 2001 года составляло 155 человек.

### Языковой состав
Родной язык населения по данным переписи 2001 года:
| Язык       | Численность, чел. | Доля     |
| ---------- | ----------------- | -------- |
| Украинский | 149               | 96,13 %  |
| Русский    | 5                 | 3,23 %   |
| Другое     | 1                 | 0,64 %   |
| Итого      | 155               | 100,00 % |

## Местный совет
74110, Херсонская обл., Великоалександровский р-н, с. Новая Калуга, ул. Степная, 13